# 코믹 유리히메
《코믹 유리히메》(일본어: コミック百合姫 고밋쿠 유리히메[*])는 이치진샤에서 발행하는 여성끼리의 연애(GL, 백합)을 주제로 하는 만화 잡지이다. 매거진 매거진에서 발행하던 잡지 《백합자매》를 계승하는 형태로, 2005년 7월 17일에 《코믹 ZERO-SUM》의 증간호로 창간되었다. 발매일은 매월 18일.
창간 초기에는 《마리아님이 보고 계셔》의 일러스트를 맡은 히비키 레이네가 주로 표지 일러스트를 맡았으나, 최근에는 표지 일러스트를 담당하는 일러스트레이터가 다양해지고 있다.

## 현재 연재 작품 목록
- Citrus (사브로 우타)
- 유루유리 (나모리)
- 이누가미 양과 네코야마 양 (쿠즈시로)